# Tillandning
Tillandning uppstår genom landhöjning eller torrläggning av vattendrag och innebär att nytt landområde vid vattenlinjen bildas över tiden vilket ger konsekvenser för bland annat ägandeförhållanden eftersom en tillandning kan ägas av annan än den som äger det landområde som gränsar till tillandningen.
I de områden där landhöjningen är stor föranleder tillandningen regelbundna fastighetsrättsliga förrättningar i avsikt att reglera ägandeförhållandena.